# Las regiones cantan

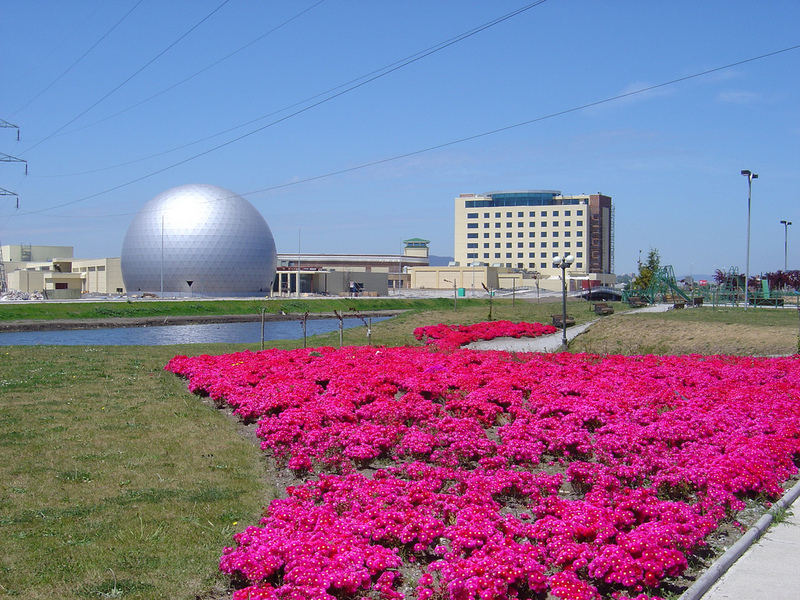
A la derecha, el Casino Marina del Sol. A la izquierda, el Domo, recinto que alberga la competencia

Las Regiones Cantan fue un programa de televisión competitivo de cantantes, organizado por el canal TVU de Concepción, Chile, y financiado por el Consejo Nacional de Televisión, que reunió a diez cantantes de diversas ciudades de Chile y cuyos canales están asociados a la red Arcatel (Asociación Regional de Canales de Televisión). El recinto fue el Domo del Casino Marina del Sol en Talcahuano y las galas se celebraban semanalmente desde el 4 de mayo al 6 de julio de 2014.

## Competencia

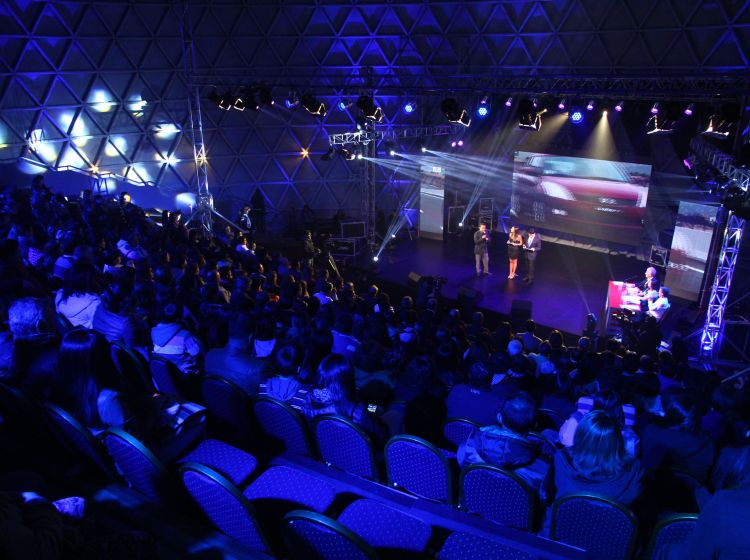
Vista desde el público del escenario de Las Regiones Cantan

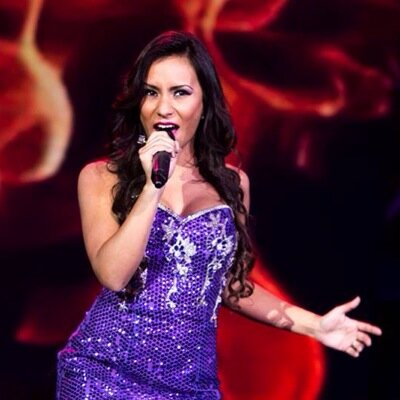
Luna Cordero, representante de Antofagasta, ganadora de la competencia.

El programa contó con un jurado cuya tarea era escoger a los nominados y eliminados. Sus miembros eran el compositor y productor musical Juan Carlos Duque, la soprano penquista Sherezade Perdomo y el cantante Keko Yunge. El público también se hacía partícipe de este programa y cada semana escogía a su favorito vía SMS, teniendo todo el programa para poder votar.
Cada programa iniciaba con el duelo de eliminación. Los tres nominados la semana anterior cantan una misma canción de un minuto y medio de duración, para finalmente dejarle al jurado la tarea de eliminar a uno. Quien obtiene mayor puntaje es salvado, el que obtiene el segundo mayor puntaje permanece nominado para la próxima semana, y quien obtiene el menor puntaje es eliminado.
Posteriormente, los participantes, excepto el anfitrión y quien permanecía nominado tras el duelo de eliminación, interpretaban una canción escogida arbitrariamente por la producción. Los participantes eran divididos en grupos, y en ellos el jurado escogía a un nominado dando sus puntajes a cada uno. Quien menor puntaje obtenía quedaba nominado. Cada semana debía haber tres nominados.
Finalmente, tras conocer a los nominados, el cantante que obtenía la mayor cantidad de votos del público vía SMS se convertía en el anfitrión del próximo programa y quedaba inmune, es decir, sin poder ser nominado.
A partir del programa 6, el duelo de eliminación llevaba puntaje, haciendo que el salvado de dicho duelo lo mantuviera y con él compitiera con los demás participantes.
Al inicio del programa 7 se realizó un repechaje en el que participaron los cuatro eliminados hasta el momento. El ganador del repechaje luego compitió en un duelo de eliminación con el nominado de la semana pasada. También, desde este programa compitieron todos contra todos y los dos participantes con los menores puntajes quedaban nominados.

## Participantes y desarrollo de la competencia
| Semanas      | Semanas         | Semanas          | 1 4-05     | 2 11-05   | 3 18-05   | 4 25-05   | 5 01-06   | 6 08-06   | 73 15-06  | 84 22-06  | 95 29-06  | 10 06-07 |  |  |  |  |  |  |  |  |  |  |
| Ciudad       | Canal           | Cantante         | 1 4-05     | 2 11-05   | 3 18-05   | 4 25-05   | 5 01-06   | 6 08-06   | 73 15-06  | 84 22-06  | 95 29-06  | 10 06-07 |  |  |  |  |  |  |  |  |  |  |
| Antofagasta  | ATV             | Luna Cordero     |            | Anfitrión |           |           |           | Anfitrión | Anfitrión | Finalista | Finalista | Ganadora |  |  |  |  |  |  |  |  |  |  |
| Copiapó      | Holvoet TV      | Armando Rojo     |            |           | Nominado  |           |           |           |           |           | Finalista | 4° Lugar |  |  |  |  |  |  |  |  |  |  |
| Los Andes    | VTV2            | Roberto Adasme   | Nominado   |           | Anfitrión | Nominado  | Nominado  | Eliminado | Regresa   |           | Finalista | 3° Lugar |  |  |  |  |  |  |  |  |  |  |
| San Felipe   | VTV2            | Paula Portal     |            | Nominado  | Eliminado |           |           |           |           |           |           |          |  |  |  |  |  |  |  |  |  |  |
| Talca        | Telecanal Talca | Daniel Véliz     |            | Nominado  | Nominado  | Nominado  | Eliminado |           |           |           |           |          |  |  |  |  |  |  |  |  |  |  |
| Linares      | TV5             | Francesca Bascur |            | Nominado  |           |           |           |           |           |           | Finalista | 2° lugar |  |  |  |  |  |  |  |  |  |  |
| Concepción   | TVU             | Cesia Leiva      | Anfitrión2 |           |           | Nominado  |           |           | Nominado  |           | Eliminado |          |  |  |  |  |  |  |  |  |  |  |
| Temuco       | UATV            | Javiera Zambrano | Nominado   |           | Nominado  | Eliminado |           |           |           |           |           |          |  |  |  |  |  |  |  |  |  |  |
| Chiloé       | DTV             | Bárbara Téllez   | Nominado   |           |           | Anfitrión | Anfitrión | Nominado  | Eliminado |           |           |          |  |  |  |  |  |  |  |  |  |  |
| Punta Arenas | ITV             | Osvaldo Oñate    |            |           |           |           | Nominado  |           | Nominado  | Eliminado |           |          |  |  |  |  |  |  |  |  |  |  |

1 La primera semana hubo nominados, pero al ser el primer programa fueron pasados por alto, pues el propósito solo era dar a conocer a los participantes y las reglas de la competencia.

2 El anfitrión la primera semana fue Concepción por ser la ciudad sede.

3 A partir de la 7.ª semana ya no se eligió anfitrión (inmune).

4 En la semana 8 no hubo nominados, solo se eligió al primer finalista que correspondió al mayor puntaje de la noche.

5 En la semana 9 los cuatro participantes cantaron dos canciones y el jurado debió elegir a los tres finalistas restantes.